# Котонифичо (Торино)
Котонифичо је насеље у Италији у округу Торино, региону Пијемонт.
Према процени из 2011. у насељу је живело 219 становника. Насеље се налази на надморској висини од 386 м.